# Поливода, Мария Михайловна
Мария Михайловна Поливода (17 апрель 1924, Смяч — 10 марта 2010) — свинарка колхоза «Тащенак» Мелитопольского района Запорожской области.

## Биография
Родилась 17 апреля 1924 года в селе Смяч Новгород-Северского района в крестьянской семье. Украинка. Член КПСС с 1952 года.
В конце 1920-х годов с родителями переехала в село Данило-Ивановка Мелитопольского района Запорожской области. После окончания семилетней школы в 1938 году поступила на работу в колхоз «Тащенак» свинаркой. За успехи в труде награждена медалью «За трудовое отличие».
В 1949 году добилась производительности от 7 свиноматок по 25 поросят в среднем на одну свиноматку с весом по 12,8 килограмма в возрасте до двух месяцев.
Указом Президиума Верховного Совета СССР от 10 июля 1950 года Поливода Мария Михайловна удостоена звания Героя Социалистического Труда.
В конце 1950-х годов переехала на постоянное место жительства в город Запорожье. С 1966 года работала подкрановой рабочей в тонколистовом цехе завода «Запорожсталь».
Принимала активное участие в общественной жизни. Неоднократно избиралась депутатом районных Советов народных депутатов и трижды депутатом Запорожского городского совета, была народным заседателем Верховного суда Украины.
В 1979 году вышла на пенсию.
Награждена орденом Ленина, медалями.